# 슬라이 증후군
슬라이 증후군(Sly syndrome)은 효소 베타글루큐로니다제 결핍으로 발생하는 용해소체축적병이다. 베타글루큐로니다제 효소는 글리코사미노글리칸이라는 큰 당 분자를 쪼개는 역할을 한다.
1972년에 처음 발견되었고 발견자 윌리엄 S. 슬라이의 이름을 따라 명명되었다.

## 징후 및 증상
슬라이 증후군의 가장 심각한 경우는 태아수종으로 이어질수 있으며, 이는 사산이나 출생 직후 사망을 초래한다. 